# Giro della Provincia di Reggio Calabria 1990
Il Giro della Provincia di Reggio Calabria 1990, cinquantunesima edizione della corsa, si svolse il 25 marzo 1990 su un percorso di 230 km, con partenza e arrivo a Reggio Calabria. La vittoria fu appannaggio dell'italiano Giuseppe Saronni, che completò il percorso in 5h37'25", alla media di 40,899 km/h, precedendo i connazionali Maximilian Sciandri e Alberto Elli.

## Ordine d'arrivo (Top 10)
| Pos. | Corridore           | Squadra                   | Tempo    |
| ---- | ------------------- | ------------------------- | -------- |
| 1    | Giuseppe Saronni    | Diana-Colnago-Animex      | 5h37'25" |
| 2    | Maximilian Sciandri | Carrera Jeans-Vagabond    | s.t.     |
| 3    | Alberto Elli        | Ariostea                  | s.t.     |
| 4    | Angelo Canzonieri   | Gis Gelati                | s.t.     |
| 5    | Pierino Gavazzi     | Amore & Vita              | s.t.     |
| 6    | Fabiano Fontanelli  | Italbonifica              | s.t.     |
| 7    | Giovanni Strazzer   | Malvor-Sidi               | s.t.     |
| 8    | Roberto Pelliconi   | Amore & Vita              | s.t.     |
| 9    | Ettore Pastorelli   | Jolly Componibili-Club 88 | s.t.     |
| 10   | Angelo Lecchi       | Del Tongo                 | s.t.     |